# Fernando de Valenzuela
Fernando de Valenzuela, 1er marquis de Villasierra, grand d'Espagne (né le 8 janvier 1636 à Naples – mort le 7 février 1692), fut le conseiller personnel et le favori de Marie-Anne d'Autriche, régente d'Espagne.
Valenzuela est à l'origine un simple hidalgo dont les rentes seront ressenties comme un affront par les grands d'Espagne. En 1677, il est démis de ses titres et déporté aux Philippines ; finalement libéré en 1688, il s'établit à Mexico, où il meurt en 1692.

## Biographie

### Origines familiales

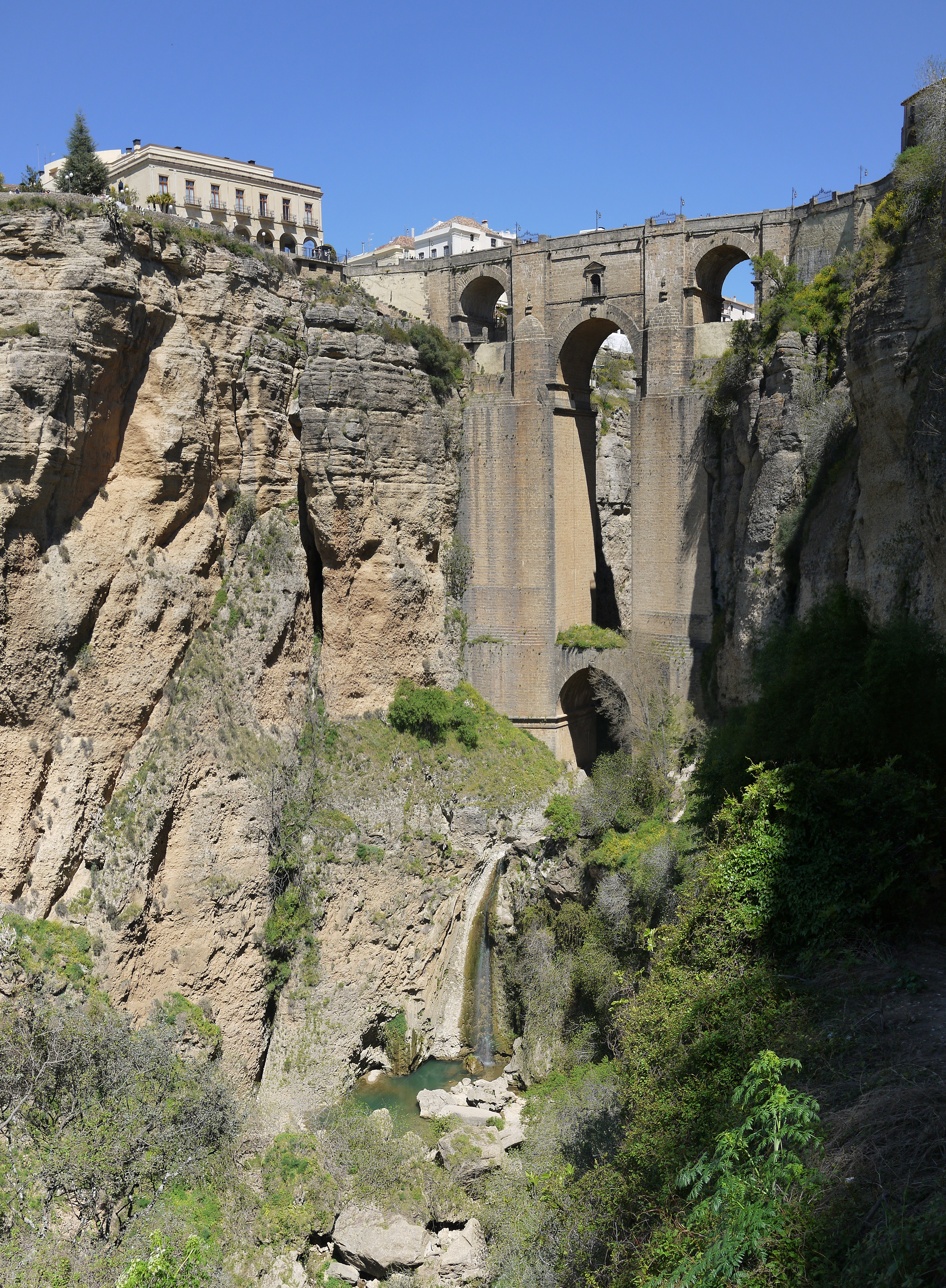
L'entrée du château de Ronda, où les barons de Valenzuela s'étaient établis en 1485.

Fernando de Valenzuela, fils unique de Francisco de Valenzuela, officier espagnol en poste dans le royaume de Naples, et de Leonora de Encisa y Dávila, fut baptisé dans l'église Sainte-Anne-des-Lombards de Naples le 17 janvier 1636.
Les Valenzuela étaient issus de cette petite noblesse pauvre d'Andalousie qu'on qualifiait d'hidalgos et qui, par leur volonté de parvenir et leurs actions outre-mer, firent la grandeur de l'Empire espagnol comme officiers, conquistadores et administrateurs coloniaux. Au cours de la Reconquista en 1485, l'arrière-arrière-grand-père, Fernando de Valenzuela Baena, avait pris part à la prise de Ronda et avait obtenu en récompense terres et honneurs. La famille était restée depuis l'une des plus en vue de la région : le  grand-père de Fernando, Gaspar Juan y de Escalante de Valenzuela[Qui ?], en fut le second gouverneur. Le père de Fernando, Francisco de Valenzuela, aurait quitté Ronda après avoir assassiné un homme, bien que les détails de l'affaire soient mal connus. Il servit comme officier dans l'armée espagnole en Flandres et à Milan, avant de s'établir dans le royaume de Naples, alors dépendante de la couronne d'Aragon. Son frère Cristobal était gouverneur de la petite ville de Barletta, en Apulie, et lui-même avait obtenu la charge de régisseur de Sant'Agata, une ville de la province de Naples.

### Officier

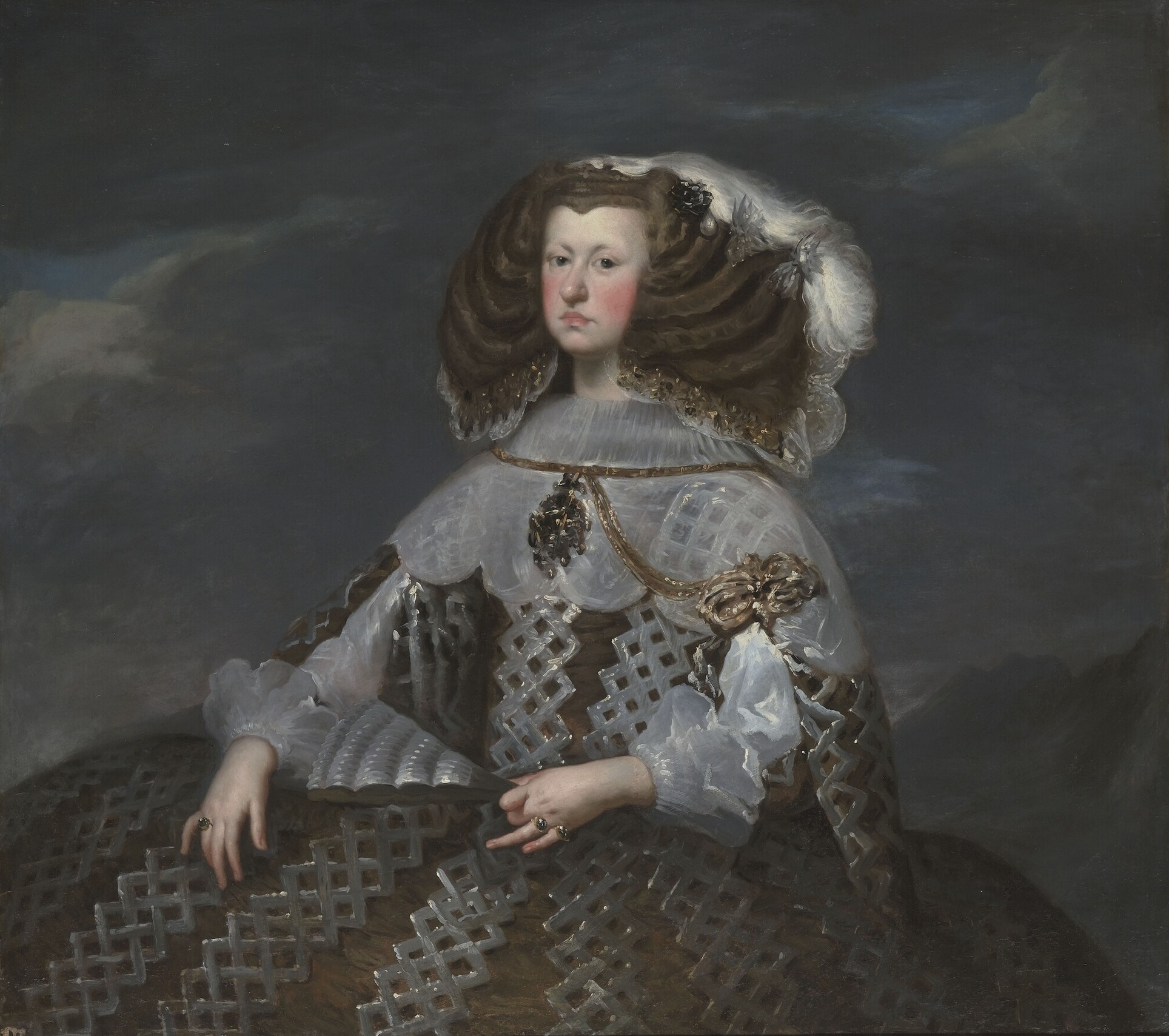
Marie-Anne d'Autriche, régente d'Espagne, par Velázquez (1660).

À sa mort en 1640, Leonora rentra à Madrid et plaça son fils Fernando comme page de la maison du duc de l'Infantado. De 1648 à 1655, ce grand d'Espagne fut successivement ambassadeur auprès du Saint-Siège, gouverneur militaire de Milan et finalement vice-roi de Sicile, avant de se retirer sur ses terres en Espagne, où il mourut en 1657.
Valenzuela servit dans l'armée d'Italie mais, sa carrière piétinant, il décida de repartir à Madrid en 1659. Deux ans plus tard, il épousa Maria Ambrosia de Uceda, duègne de Marie-Anne d'Autriche, qui lui accorda un office dans sa suite en cadeau de mariage. Lorsque Philippe IV mourut en 1665, son fils Charles II n'avait encore que trois ans et Marie-Anne fut nommée régente d'Espagne par le Conseil de Castille. La décennie qui s'ensuivit fut marquée par la rivalité entre Marie-Anne et le demi-frère bâtard de Charles, le populaire Juan José d'Autriche (1629-1679).

### Courtisan
La régente Marie-Anne semble s'être d'abord appuyée sur plusieurs favoris (validos)  .

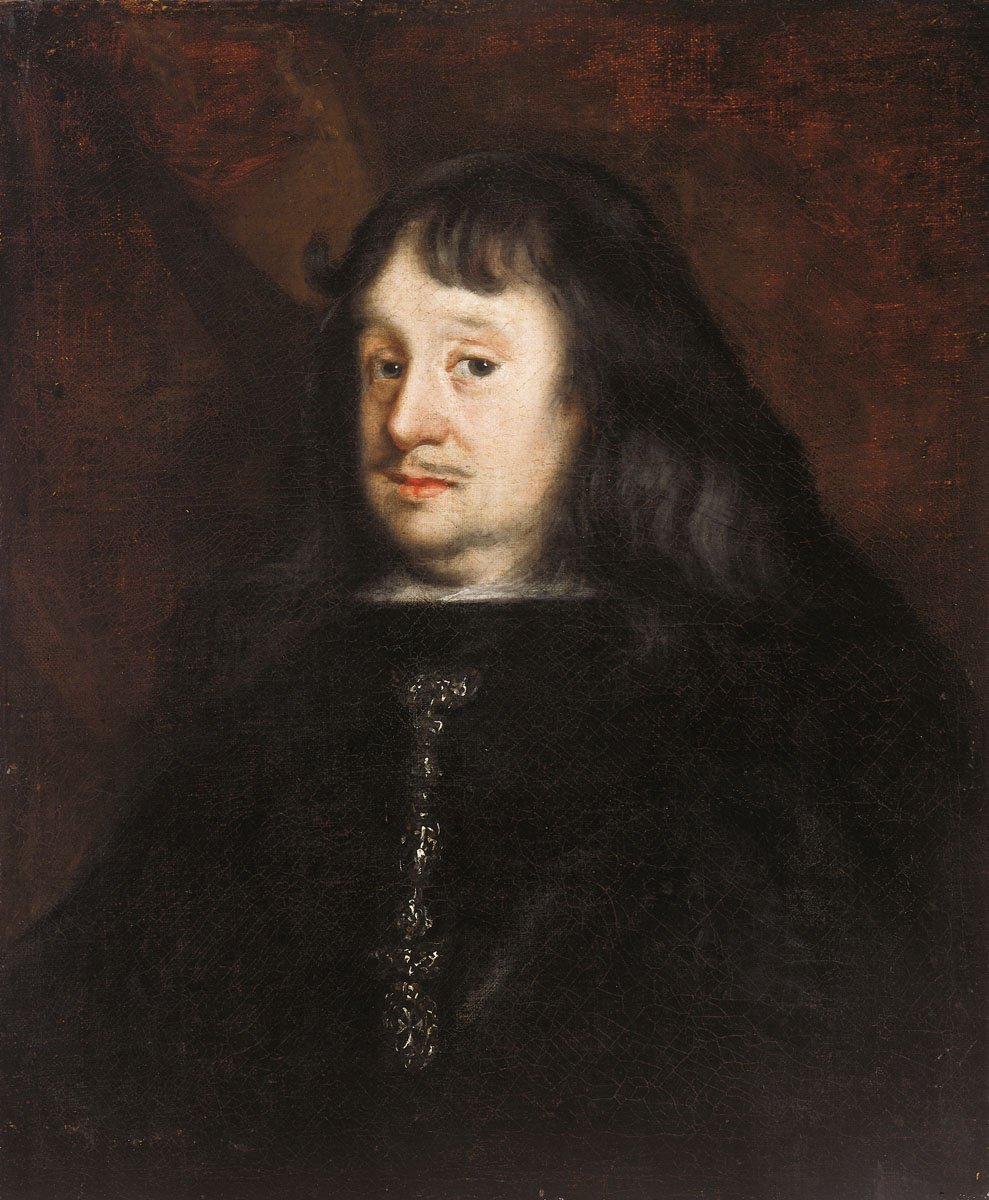
Juan José d'Autriche obtint, en 1677, la disgrâce de la régente et la déportation de Valenzuela.

L’instabilité des monarchies héréditaires qui, régulièrement, accompagnait la minorité d'un prince, s'est trouvée aggravée par la maladie de Charles et le risque qu'il allait mourir sans laisser de descendance. La rivalité entre ses cohéritiers : Louis XIV et l’empereur Léopold, divisa l'aristocratie espagnole en deux factions ; aussi la régente Marie-Anne préférait-elle s'en remettre au petit groupe de loyalistes qui lui devaient leur ascension. Outre Valenzuela, on comptait parmi ceux-là son confesseur Johann Eberhard Nithard, qui l'avait suivie depuis la cour de Vienne en 1659, et le Marquis d'Aytona; tous trois furent accusés d'être ses amants successifs.
Après la mise l'écart de Nithard en 1669, le rôle de favori avait échu à Aytona; et lorsque ce dernier mourut en 1670, Valenzuela parvint au faîte de sa puissance. En 1671, il fut élevé au rang de chevalier de l'ordre de Santiago et nommé grand maître des cérémonies.
En 1673, il devint sénéchal de la reine, office de première importance puisqu'il recouvrait l'intendance, les processions royales et la garde royale. Or les monarchies d'Europe usaient de spectacles somptueux pour affirmer leur pouvoir, et Valenzuela organisait les fêtes publiques, les grands travaux comme l'agrandissement du Pardo, ainsi que les chasses royales du prince Charles ; mais une telle position était normalement réservée aux grands d'Espagne, et même, selon un protocole soigneusement réglé sur la hiérarchie des ancêtres. L'incongruité de la position prise par Valenzuela sautait aux yeux de tous les courtisans.

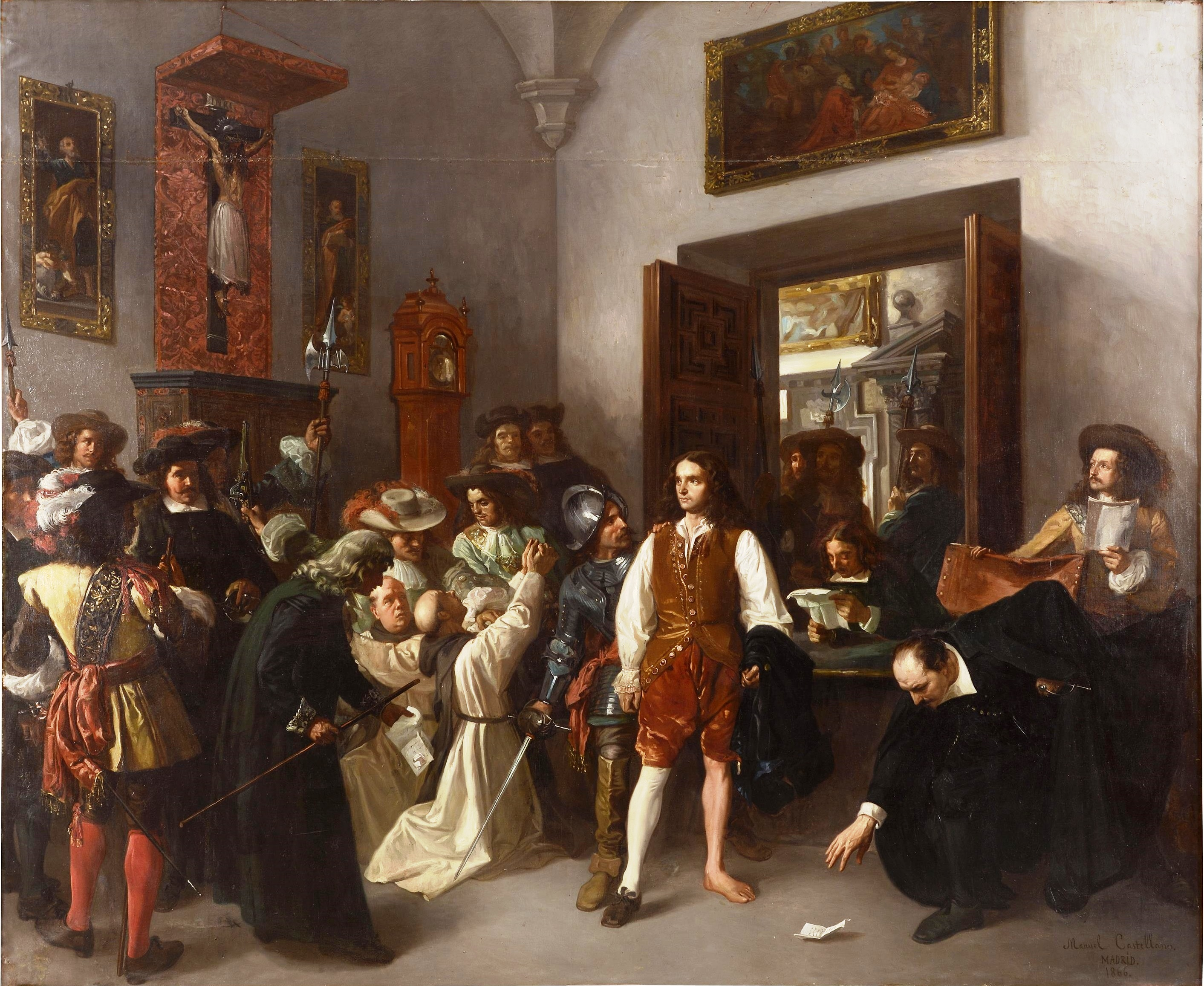
Arrestation de Fernando de Valenzuela, par Manuel Castellano.

Formellement, la régence de Marie-Anne prit fin lorsqu'en 1675, le prince Charles eut 14 ans, mais le Conseil de Castille, considérant l'état maladif du prince, pria Marie Anne de continuer à l'assister pour diriger le royaume ; quant au bâtard Juan José, en l'envoya en Sicile avec commission de réprimer la révolte anti-espagnole de Messine. Valenzuela, favori de la régente, fut élevé au rang de Marquis de Villasierra et d'ambassadeur auprès de Venise, tout en demeurant en Espagne en tant que capitaine général de Grenade.
Valenzuela fut rappelé à Madrid au mois de juin 1676 et fait sénéchal de la maison royale, autre office en principe dévolu aux seuls grands de la Couronne. Marie-Anne, ignorant les protestations, fit son favori grand d'Espagne et l’appela comme ministre en novembre ; mais cette fois, c'en était trop et le 24 décembre, un parti de princes du sang proclama la déchéance du gouvernement et le rappel de Juan José comme nouveau chef du gouvernement.

### Disgrâce et exil
Au mois de janvier 1677, ce dernier entrait dans Madrid à la tête de 15 000 hommes et fit interner la reine-mère Marie-Anne dans un couvent à Tolède. Valenzuela, déchu de ses titres et de ses terres, fut déporté aux Philippines, où on l'incarcéra au Fort San Felipe.
« Don Fernando est blessé, le roi est abasourdi, il laisse tomber l'arquebuse en s'écriant qu'il est malheureux, ils demandent les voitures, ils viennent aider Don Fernando, qui est descendu pour remonter plus haut. Le roi entre, effrayé, de voir sa mère, qu'il s'est retrouvé à pleurer d'effroi. Le roi est désolé, répétant trois fois qu'il était désolé pour l'événement, et bien plus encore à cause de ce qui se dirait à Madrid. Fusillé en couvrant Don Fernando de la grandeur des seigneurs, pour avoir laissé aux seigneurs de Castille, le majordome du roi, acheté à Don Fernando, et à l'amiral de Castille pour le prix de deux mille cinq cents doublons, avec lesquels il. acheté pour quitter Madrid pour cette occasion, après les avoir sortis de la faim avec laquelle ils ont laissé périr les membres réformés du Conseil du Trésor... »
À la mort de Juan José en 1679, Marie-Anne reprit les rênes du pouvoir, mais ne rappela pas pour autant son favori d'exil : Valenzuela demeura aux Philippines jusqu'en septembre 1688, date à laquelle il fut autorisé à s'établir au Mexique ; car le vice-roi de Nouvelle-Espagne, le comte Galve, était un neveu du duc de l'Infantado ; grâce à son appui, Valenzuela obtint une pension et put retrouver un train de gentilhomme. Ses titres furent rétablis, à l'exception de celui de Grand d'Espagne, et il dut transférer ses terres de San Bartolomé et d'Herradón de Pinares à sa femme en janvier 1689. Il mourut d'un coup de sabot de cheval.
Son fils, Francisco de Ucedo de la Valenzuela, devint officier de la Couronne dans les provinces américaines de Nouvelle-Biscaye et de Nouvelle-Navarre.

## Postérité

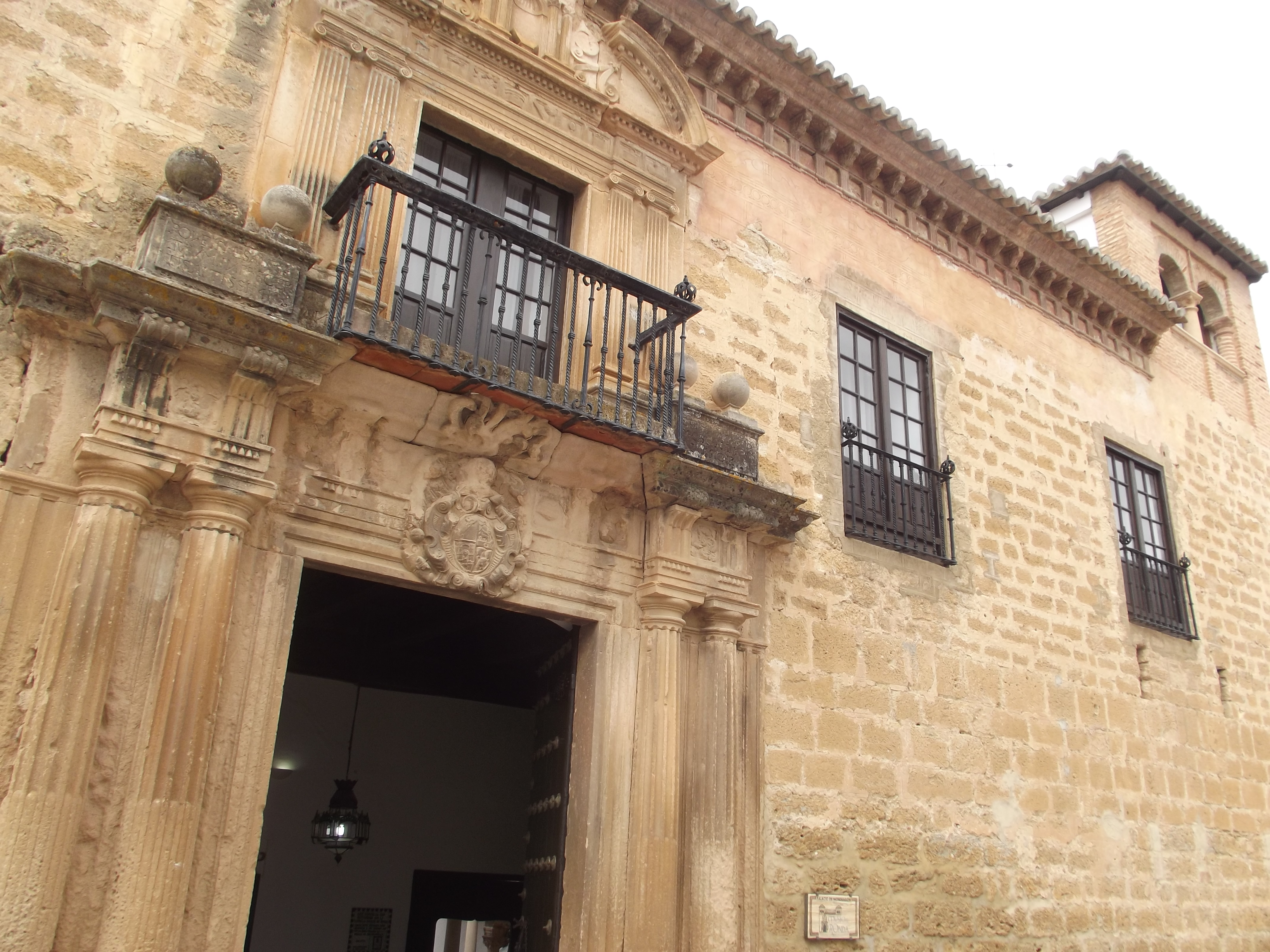
Palacio del Marqués de Villasierra, Ronda.

Le palais de Mondragón à Ronda a été reconstruit sur l'ancien palais des émirs Nasrides par Fernando de Valenzuela Baena mais fut cédé par ses héritiers, avant que son arrière-arrière petit-fils ne le rachète en 1675. C'est aujourd'hui le musée municipal de Ronda.

On a suggeré que l'ascension et la disgrâce de Valenzuela étaient la source d'inspiration du Ruy Blas de Victor Hugo (1838), bien que Hugo lui-même cite d'autres sources. Et du reste, sa carrière semble avoir inspiré Les Précieuses ridicules de Molière, ou The Lady of Lyons, dont la première eut lieu le 14 février 1838, soit neuf mois avant Ruy Blas.